# MVP de la LKL
El Premio al Jugador Más Valioso de la LKL es el galardón anual que otorga la Lietuvos krepšinio lyga (Liga Lituana de Baloncesto) a su jugador más valioso de cada temporada regular. El MVP se otorga después de la temporada regular. El jugador es elegido por la liga.

## Galardonados
| Temporada | Jugador                 |
| --------- | ----------------------- |
| 1993–94   | Gintaras Einikis        |
| 1994–95   | Gintaras Einikis (2×)   |
| 1995–96   | Rimas Kurtinaitis       |
| 1996–97   | Andrius Giedraitis      |
| 1997–98   | Andrius Giedraitis (2×) |
| 1998–99   | N/A                     |
| 1999–00   | Mindaugas Timinskas     |
| 2000–01   | Ramūnas Šiškauskas      |
| 2001–02   | Ramūnas Šiškauskas (2×) |
| 2002–03   | Tanoka Beard            |
| 2003–04   | Tanoka Beard (2×)       |
| 2004–05   | Tanoka Beard (3×)       |
| 2005–06   | Darjuš Lavrinovič       |
| 2006–07   | Tanoka Beard (4×)       |
| 2007–08   | Donatas Zavackas        |
| 2008–09   | Chuck Eidson            |
| 2009–10   | Egidijus Dimša          |
| 2010–11   | Aurimas Kieža           |
| 2011–12   | Jonas Valančiūnas       |
| 2012–13   | Gediminas Orelik        |
| 2013–14   | Juan Palacios           |
| 2014–15   | Antanas Kavaliauskas    |
| 2015–16   | Vytautas Šulskis        |
| 2016–17   | Jamar Diggs             |
| 2017–18   | Laurynas Birutis        |
| 2018–19   | Martinas Geben          |
| 2019–20   | N/A                     |
| 2020–21   | Elvar Már Friðriksson   |
| 2021–22   | Ivan Buva               |
| 2022–23   | Ahmad Caver             |
| 2023–24   | Ąžuolas Tubelis         |

Fuente para los MVPs desde la temporada 2009–10 de la LKL.